# 岡五郎
岡 五郎（おか ごろう、1855年7月12日（安政2年5月29日） - 1928年（昭和3年）10月31日）は、日本の教育者・文部官僚。

## 経歴
越前藩出身。岡源太夫の五男。藩校で漢学を学ぶ。福井県師範学校変則生を経て、1877年（明治10年）に官立愛知師範学校を卒業。東京麹町清水小学校訓導、千葉県鶴舞小学校校長、茂原町中学校教諭を歴任した。1882年（明治15年）、東京師範学校（後の東京高等師範学校）を卒業。その後、徳島県師範学校一等教諭・学務課勤務、徳島県中学校一等教諭、高等師範学校助教諭・附属小学校主任、同教諭、女子師範学校教諭・同高等女学校主任、同教授・文部省普通学務局勤務、高等師範学校書記・教授、文部省普通学務局第一課長、宮城県尋常師範学校校長、東京府視学官・文部省視学官を歴任した。

## 著作
- 「遺稿」（『岡五郎伝』）

著書

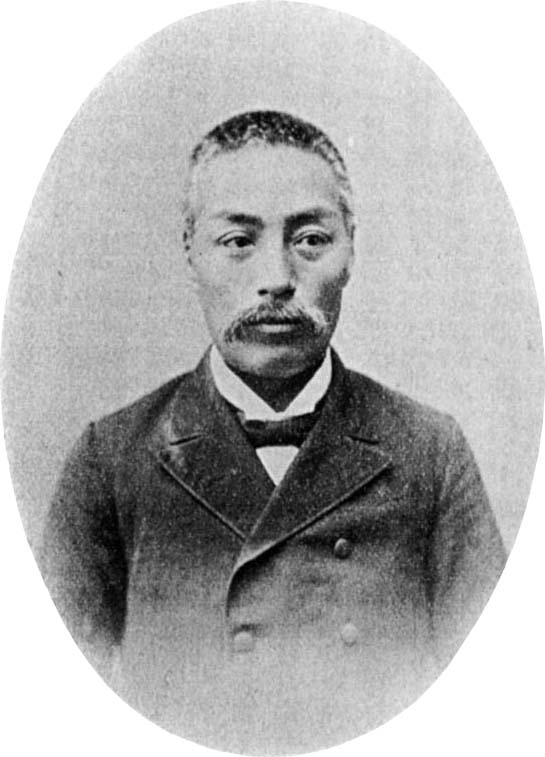
岡五郎

- 『小学教授法』 梅村次修共編、徳島県学務課、1886年1月
  - 仲新ほか編 『近代日本教科書教授法資料集成 第2巻 教授法書2』 東京書籍、1982年9月

## 関連文献
- 「岡五郎」（内尾直二編輯 『第二版 人事興信録』 人事興信所、1908年8月）